# Moishe Lowcki
Moishe Leopoldoviĉ Lowcki (in polacco Mojżesz Łowcki; Ucraina, 1881 – Palmiry, 1940) è stato uno scacchista polacco.
Nato in Ucraina da una famiglia ebraica, nel 1915 si trasferì a Varsavia, acquisendo la cittadinanza polacca.
Principali risultati:
- 1903:  6º-7º a Kiev con Eugene Znosko-Borovsky (5º campionato russo, vinse Mikhail Chigorin);
- 1903:  4º a Dresda (vinse Paul Leonhardt);
- 1904:  2º-3º a Coburgo nel 14º congresso della federazione tedesca;
- 1910:  =1º con Thoenes ad Amburgo;  1º-3º a Lipsia con Leonhardt e Mörig;
- 1911:  2º nel torneo di San Remo, dietro a Hans Fahrni;
- 1911:  1º a Colonia (torneo magistrale);
- 1912:  5º ad Abbazia (vinse Rudolf Spielmann);
- 1913:  3º a Varsavia (vinse Alexander Flamberg);
- 1914:  4º a San Pietroburgo (10º campionato russo, vinto da Alekhine e Nimzovich);
- 1916:  =1º a Varsavia con Akiba Rubinstein (Rubinstein vinse lo spareggio);
- 1917:  2º a Varsavia dietro a Rubinstein;
- 1924:  =1º a Varsavia con Flamberg;
- 1926:  3º-5º a Varsavia (1º campionato polacco, vinto da Dawid Przepiórka);
- 1929:  3º-4º a Varsavia (vinse Kremer);
- 1930:  =4º a Varsavia (vinse Paulin Frydman);
- 1937:  11º a Jurata (4º campionato polacco, vinto da Savielly Tartakower).

Nel 1940 Lowcki fu arrestato dai nazisti a Varsavia e portato in un campo di concentramento, dove morì all'età di 59 anni.